# Leszek Czarnecki
Leszek Janusz Czarnecki (ur. 9 maja 1962 we Wrocławiu) – polski przedsiębiorca, inżynier, doktor nauk ekonomicznych, autor książek.

## Życiorys
W 1986 ukończył studia z zakresu inżynierii sanitarnej na Wydziale Inżynierii Sanitarnej Politechniki Wrocławskiej. Absolwent Harvard Business School. W 1993 obronił doktorat na Akademii Ekonomicznej we Wrocławiu na podstawie pracy pt. „Model systemu informacyjnego przedsiębiorstwa leasingowego w warunkach polskiej gospodarki rynkowej”. W 2019 rada Wydziału Zarządzania, Informatyki i Finansów Uniwersytetu Ekonomicznego we Wrocławiu odmówiła nadania mu stopnia doktora habilitowanego.

### Działalność gospodarcza
Większościowy udziałowiec pięciu spółek notowanych na Warszawskiej Giełdzie Papierów Wartościowych – Getin Holding, Getin Noble Bank, MW Trade, Open Finance oraz Idea Bank.
Działalność gospodarczą rozpoczął w 1986 r., tworząc Przedsiębiorstwo Hydrotechniki i Inżynierii TAN zajmujące się pracami podwodnymi. Był twórcą i głównym udziałowcem działającego od 1991 Europejskiego Funduszu Leasingowego – pierwszej i największej firmy leasingowej w Polsce. Spółkę tę sprzedał francuskiemu bankowi Crédit Agricole w 2001 za 900 mln zł. Jednocześnie objął stanowisko prezesa zarządu w nowo powstałej spółce Credit Agricole Polska – zarządzając spółkami wchodzącymi w skład Grupy Kapitałowej: EFL, Lukas Bank, TU Europa, TU Na Życie Europa oraz Getin Service Provider S.A.
W latach 1993–1995 pełnił funkcję wiceprzewodniczącego rady nadzorczej, a następnie prezesa zarządu Polbank (GMAC Bank / wcześniej Opel Bank / wcześniej Bank Ogrodnictwa „Hortex”). W latach 1996–1997 oraz od 2011 jest przewodniczącym rady nadzorczej Towarzystwa Ubezpieczeniowego (Na Życie) Europa z siedzibą we Wrocławiu, a w latach 1997–1999 prezesem zarządu TU Europa i TU Na Życie Europa.
W latach 2002–2003 zajmował stanowisko prezesa zarządu i dyrektora zarządzającego ds. leasingu i ubezpieczeń Credit Agricole Polska z siedzibą we Wrocławiu. Do końca listopada 2004 Leszek Czarnecki był prezesem zarządu Getin Holding, a do maja 2006 był prezesem zarządu Getin Banku. Od czerwca 2007 pełnił funkcję przewodniczącego i członka rad nadzorczych spółek zależnych, wchodzących w skład grupy Getin Holding. Od września 2006 do marca 2007 oraz od kwietnia 2008 do dzisiaj pełni funkcję przewodniczącego rady nadzorczej Getin Holding. Po połączeniu Getin Banku oraz Noble Banku od stycznia 2010 pełnił także funkcję przewodniczącego rady nadzorczej Getin Noble Banku.
Na przełomie 2005 i 2006 za 17,5 mln euro kupił w centrum Wrocławia Poltegor Centre – najwyższy w mieście wieżowiec zbudowany pod koniec lat 70. XX w. Na miejscu wyburzonego budynku przedsiębiorstwa Poltegor powstał Sky Tower. Właścicielem biurowca jest spółka LC Corp, sprzedana przez Czarneckiego w 2017 roku.
Główny akcjonariusz lub współzałożyciel następujących przedsiębiorstw:

#### Banki
- Getin Noble Bank (powstał w 2010 z połączenia dwóch jego wcześniejszych banków: Getin Bank + Noble Bank)
- Idea Bank (wraz z Lion’s Bank – oddział private banking Idea Banku)
- Idea Bank Ukraina
- Idea Bank (Białoruś)[8] (sprzedany w 2021 roku)[9]
- Idea Bank Rumunia (dawniej Romanian International Bank)[10] (sprzedany w 2021 roku)[11]
- Idea Bank Rosja (sprzedany w 2015 roku)[12]

#### Ubezpieczenia
- Open Life (49%)[8]
- TU Europa (sprzedana Talanxowi w 2011 r.)

#### Leasing
- Idea Getin Leasing (powstałą z połączenia Idea Leasing i Getin Leasing w 2018 roku)[13]
- Carcade (Rosja)
- Europejski Fundusz Leasingowy (IPO w 2001, sprzedaż do CA w 2002)

Faktoring
- Idea Money

#### Pośrednictwo
- Open Finance
- Home Broker
- Tax Care

#### Nieruchomości
- LC Corp (IPO w 2007, sprzedaż w 2017[7])

#### Inne spółki finansowe
- TAN (sprzedaż w 1991)
- Noble Funds
- Noble Securities
- MW Trade
- GetBack (sprzedaż w 2016[14])

### Działalność społeczna
Fundacja St Antony’s College Oxford Noble powstała w październiku 2012 roku. Zainaugurowała Program Studiów o Współczesnej Polsce na Uniwersytecie Oxfordzkim w Wielkiej Brytanii. Są to pierwsze tej skali, interdyscyplinarne studia realizowane za granicą i poświęcone współczesnej Polsce i przemianom po 1989 roku. Studia powstały w ramach St Antony’s College. Inicjatorami ze strony Uniwersytetu Oxfordzkiego byli: prof. Timothy Garton Ash, prof. Norman Davies oraz prof. Margaret MacMillan, rektor St Antony’s College. Fundatorem jest dr Leszek Czarnecki, który razem z Getin Noble Bankiem przeznaczył na ten cel 6 milionów złotych. Honorowymi patronami programu był były premier Tadeusz Mazowiecki oraz prof. Zbigniew Pełczyński.
W 2009 odbyła się pierwsza edycja „Przedsiębiorczość – inicjatywa Leszka Czarneckiego”, gdzie w debatach organizowanych przez czołowe uczelnie ekonomiczne Leszek Czarnecki dzielił się swoim doświadczeniem i wiedzą ze studentami. W tym samym ruszył konkurs „Studiuję, pracuję, zarządzam”, przez który Leszek Czarnecki chce wesprzeć najlepszych młodych przedsiębiorców finansując ich plany biznesowe. Trzecia edycja tego konkursu została zakończona w 2012 r.
Jest założycielem Fundacji Jolanty i Leszka Czarneckich. Fundacja, wtedy pod nazwą LC Heart, zainaugurowała swoją działalność w 2007 we Wrocławiu. Leszek Czarnecki przekazał dotychczas na ten cel 56 mln złotych. Fundacja pomaga dzieciom i młodzieży w wyrównywaniu szans, jest organizacją non-profit. Swoją działalność prawie w pełni (99 proc.) opiera na prywatnym kapitale przekazanym przez Jolantę i Leszka Czarneckich.
Jest także zaangażowany w programy badań i leczenia raka trzustki oraz białaczki. Na ten cel w latach 2015–2017 przekazał wraz z żoną – Jolantą Pieńkowską – w Polsce i na świecie blisko 1,5 miliona dolarów oraz 146 tysięcy funtów.
Wspiera również finansowo badania nad nietoksycznym lekiem na raka trzustki, które prowadzone są przez zespół naukowców w amerykańskiej Cleveland Clinic.

### Nurkowanie

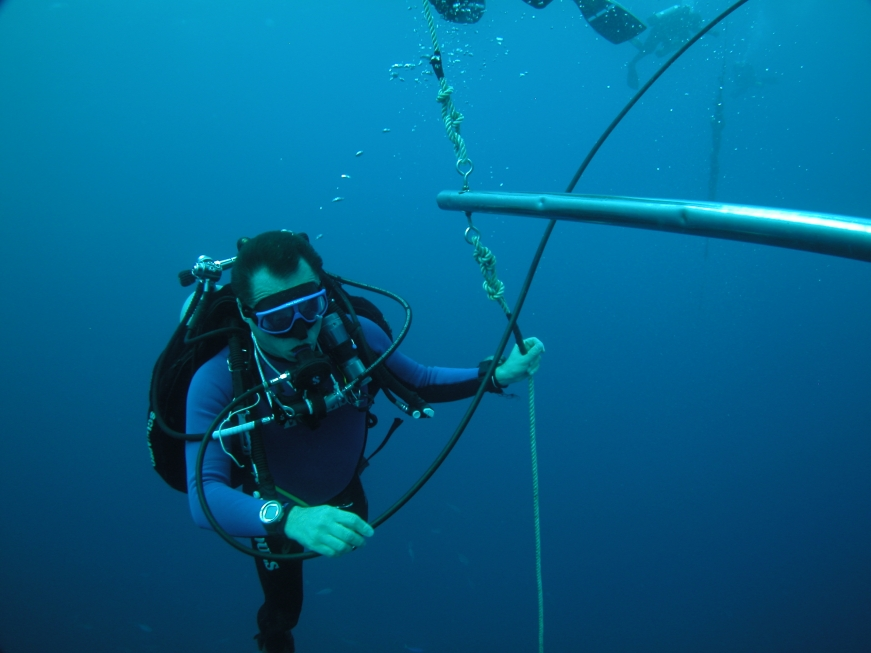
Leszek Czarnecki, wyprawa na atol Bikini, 2006

Jest rekordzistą Polski i świata w nurkowaniu.
Był jednym z najmłodszych instruktorów nurkowania w Polsce. Uprawnienia zdobył mając 22 lata, na początku lat 80. Jego pierwszą firmą było Przedsiębiorstwo Techniki Alpinistyczno-Nurkowej TAN S.A. prowadzące prace podwodne. W latach 1986–1990 pracował jako nurek zawodowy (nurek klasyczny korzystający z ciężkiego sprzętu do wykonywania prac podwodnych). Nurkowanie nadal jest jego pasją. Ma dwa rekordy – jeden Polski, drugi świata. We wrześniu 2003 roku w jaskiniach w Boesmansgat w Południowej Afryce zszedł na głębokość 194 metrów. Dekompresja trwała 4 godziny 48 minut przy temperaturze wody 16 stopni. Asystował mu Nuno Gomes, do którego z kolei należą rekordy świata głębokości – na otwartym morzu zanurkował na 318,25 metra, a w jaskiniach na 283 metry. W Meksyku Leszek Czarnecki pobił rekord w najdłuższym nurkowaniu w jaskiniach – w Dos Ojos przepłynął ponad 17 kilometrów podwodnych korytarzy. To miejsce, w którym znajduje się 50-kilometrowy system wypłukanych w wapieniu jaskiń krasowych. W środowisku nurków jest ono uważane za jedno z najpiękniejszych na świecie. Czysta i ciepła woda ułatwia uprawianie tam tego sportu. Było to najdłuższe na świecie nurkowanie jaskiniowe. W 2006 roku nurkował na Biegunie Północnym oraz na atolu Bikini (na którym nurkował 3 razy) – wziął udział w jednej z pierwszych ekspedycji nurkowych, której celem było eksplorowanie leżących tam wraków. W 2007 roku nurkował w jeziorze Bajkał na Syberii, a w 2008 roku brał udział w wyprawie nurkowej na Antarktydę. W 2010 roku eksplorował wraki w Lagunie Truk w Mikronezji (nurkował tam kilkakrotnie) oraz na Galapagos.

### Oskarżenie o współpracę z SB
Z materiałów przechowywanych w Instytucie Pamięci Narodowej wynika, że w wieku 18 lat podpisał zobowiązanie do współpracy ze Służbą Bezpieczeństwa jako TW „Ernest” nr rej. 42601. Był wtedy uczniem III Liceum Ogólnokształcącego we Wrocławiu. W połowie 1982 Czarnecki podpisał zobowiązanie do współpracy, tym razem z wywiadem PRL. W październiku 1983 założono mu teczkę pod numerem 15538 jako kontakt operacyjny o pseudonimie Ternes. Leszek Czarnecki przyznał się do podpisania zobowiązania, nie potwierdził jednak przekazywania SB informacji.

### Afera KNF
13 listopada 2018 Gazeta Wyborcza ujawniła stenogram rozmowy (w Internecie opublikowane zostało również nagranie audio) z udziałem biznesmena Leszka Czarneckiego oraz przewodniczącego Komisji Nadzoru Finansowego, Marka Chrzanowskiego. Według Czarneckiego, Chrzanowski miał zapewnić przychylność KNF i NBP oraz usunięcie z KNF Zdzisława Sokala (przedstawiciela prezydenta w KNF, zwolennika przejęcia banków Czarneckiego) w zamian za 1 procent wartości Getin Noble Banku, czyli około 40 milionów złotych. Rozmowa miała odbyć się w marcu 2018, a sam Czarnecki zawiadomił prokuraturę o możliwości popełnienia przestępstwa przez przewodniczącego Komisji Nadzoru Finansowego 7 listopada 2018. Kilka godzin po publikacji artykułu przez GW Chrzanowski podał się do dymisji z pełnionej funkcji. Leszek Czarnecki na wniosek Bankowego Funduszu Gwarancyjnego był zobowiązany dokapitalizować swoje banki i podnieść poziom ich rezerw, co przyczyniło się do strat finansowych w wysokości 1 miliarda euro.

## Wyróżnienia
W 1998 zdobył nagrodę dla jednego z dziesięciu najlepszych menadżerów w Europie Środkowej „The best CEO in Central Europe”, przyznaną przez „The Wall Street Journal”. Również w 1998 został laureatem światowego finału konkursu „Young Business Achiever” w Pekinie.
W kwietniu 2004 dziennik „Financial Times” z okazji 25-lecia wejścia na rynek ogólnoeuropejski uznał go za jedną z 25 wschodzących gwiazd europejskiego biznesu, które w najbliższej przyszłości wyznaczać będą kierunki rozwoju rynków finansowych. Na prestiżową listę „FT” wpisany został jako jedyny Polak.
W październiku 2004 został Honorowym Członkiem Polskiego Związku Przedsiębiorstw Leasingowych, a w listopadzie znalazł się wśród czterech osób wyróżnionych przez INSEAD – jedną z najlepszych w Europie uczelni biznesowych oraz Ministra Finansów Francji tytułem „Przedsiębiorca z Europy Wschodniej”. We wrześniu 2005 otrzymał prestiżową Nagrodę Lesława Pagi – za osiągnięcia i osobisty wkład w rozwój rynku usług finansowych w Polsce.
W rankingu organizowanym przez polską edycję magazynu „Forbes”, został wybranym na „Gracza” w latach 2005, 2006 i 2007.
W listopadzie 2009 został wyróżniony w plebiscycie „Przedsiębiorca” organizowanego przez Ernst & Young nagrodą honorową, za zatrudnianie nowych pracowników w czasie najgorszego kryzysu. W tym samym miesiącu został również mianowanym Przedsiębiorcą XX-lecia w konkursie Puls Biznesu.
Tytuł „Finansista 2009” według Gazety Finansowej został przyznany w marcu 2010 r. W maju tego samego roku Konfederacja Lewiatan (wcześniej PKPP Lewiatan) wręczyła Leszkowi Czarneckiemu Nagrodę im. Andrzeja Wierzbickiego za osiągnięty sukces w biznesie oraz za aktywne uczestnictwo w działalności na rzecz środowiska biznesu.
Został uhonorowany specjalnym medalem na XX-lecie Polskiej Izby Ubezpieczeń za długotrwałą współpracę i wspieranie prac samorządu ubezpieczeniowego.
W 2010 w rankingu Światowych Miliarderów zajął 721 miejsce z majątkiem szacowanym na 1,4 mld dolarów. W 2008 na liście najbogatszych ludzi świata miesięcznika „Forbes”, z majątkiem szacowanym na 2,6 mld dolarów zajął 446. miejsce, wśród Polaków – awans na 1. miejsce. Wcześniej, w 2006, „Forbes” plasował go z majątkiem szacowanym na miliard dolarów na 793. miejscu na liście.
Został uznany za „Przedsiębiorcę 2010” w plebiscycie organizowanym przez organizację Pracodawców RP oraz dziennik Puls Biznesu.
W 2011 otrzymał wyróżnienie „Business Leader of the Year” przyznawane przez Warsaw Business Journal.
W 2013 roku został uhonorowany prestiżową Nagrodą Specjalną Giełdy Papierów Wartościowych w Warszawie za pasję i konsekwencję w kreowaniu nowych projektów gospodarczych oraz wizjonerskie prowadzenie biznesu na rynku publicznym.
W 2014 roku Leszek Czarnecki został uznany przez Redakcję Gazety Giełdy Parkiet Człowiekiem rynku kapitałowego z okazji 25-lecia przemian ustrojowych.
W 2015 otrzymał Perłę Honorową Polskiej Gospodarki (w kategorii gospodarka), przyznawaną przez redakcję Polish Market.

## Życie prywatne
Z pierwszego małżeństwa ma dwoje dzieci. Od 2008 jest mężem dziennikarki Jolanty Pieńkowskiej. Posiada licencję pilota.

## Publikacje
Jest autorem pięciu książek:
- Biznes po prostu (2011)[47]
- Ryzyko w działalności bankowej. Nowe spojrzenie po kryzysie (2011)[48]
- Biznes po prostu. Następny krok (2012)[49]
- Model DNA firmy (2015)[50]
- Lider Alfa (2018)[51]